# 宮城教育大学の人物一覧
宮城教育大学の人物一覧は、宮城教育大学に関係する人物の一覧記事。前身校を含む。

## OB・OG

### 政界
- 一ノ倉貫一 - 衆議院議員
- 草刈親明 - 弁護士、衆議院議員、群馬県知事
- 岩間正男 - 参議院議員
- 城間幹子 - 那覇市長
- 畠山和也 - 元衆議院議員
- 石垣のりこ - 参議院議員、元エフエム仙台アナウンサー
- 安藤泰作 - 品川区議会議員

### 財界
- 一ノ倉貫一 - 岩手県農工銀行頭取、岩手軽便鉄道取締役

### 研究者・学者
- 一ノ倉貫一 - 岩手県獣医学校長
- 秋保安治 - 東京高等工業学校教授、東京科学博物館館長

### 教育
- 小野さつき - 小学校教諭（川で溺れた生徒を救おうとして殉職）
- 佐々木義昭 - 宮城県教育委員会教育長

### 文学
- 井土霊山 - ジャーナリスト、文筆家、漢詩人、自由民権家
- 岩間正男 - 歌人
- 佐佐木邦子 - 作家
- 荒木飛呂彦 - 漫画家 ※中退
- 安藤泰作 - 漫画家
- 安住恭子 - 演劇評論家、元読売新聞記者

### 芸術
- 林竹治郎 - 洋画家
- 内藤淳一 - 作曲家、指揮者
- 佐藤ジュンコ - イラストレーター
- 渋谷牧人 - 作曲家
- 今野裕結 - 現代美術家、画家、モデル

### 芸能
- 天津敏 - 俳優
- 奥山かずさ - モデル、女優

### マスコミ
- 長谷部真理子 - ニュースキャスター（元仙台放送アナウンサー）
- 村上亜希子 - フリーアナウンサー（元北海道放送、北海道テレビ放送）
- 佐治真規子 - フリーアナウンサー、ラジオディレクター（元NHK、放送大学学園アナウンサー）
- 対馬孝之 - 青森朝日放送社員・元アナウンサー（元さくらんぼテレビアナウンサー）
- 管奈央子 - フリーアナウンサー（元NHK、秋田テレビ）
- 丹野麻衣子 - フリーアナウンサー（元福島放送アナウンサー・記者、北海道文化放送アナウンサー）
- 風間みなみ - 台湾国際放送アナウンサー（元エフエム長崎、エフエム仙台）
- 赤間有華 - BSよしもとアナウンサー（元北陸放送、テレビ神奈川）
- 照井七瀬 - テレビ神奈川アナウンサー（元岩手朝日テレビ）
- 村林いづみ - フリーアナウンサー